# Torparudden
Torparudden är ett naturreservat i Strängnäs kommun i Södermanlands län.
Området är naturskyddat sedan 2008 och är 38 hektar stort. Reservatet ligger vid stranden av Mälaren på en  nrdig udde av Tosterön. Reservatet består av berg där gran och tall dominerar.